# 王化文
王化文（1957年3月—），男，吉林双辽人。中华人民共和国政治人物。吉林大学世界经济专业毕业，研究生学历，经济学硕士学位。

## 生平
1978年4月加入中国共产党。历任吉林省财政厅副处长、处长，省国有资产管理局副局长；省财政厅副厅长、厅长、吉林省人民政府省长助理等职。2008年起担任全国人大代表。2011年4月任吉林省人民政府副省长。2015年3月，因身体健康原因辞去吉林省副省长职务。